# Prunus fasciculata

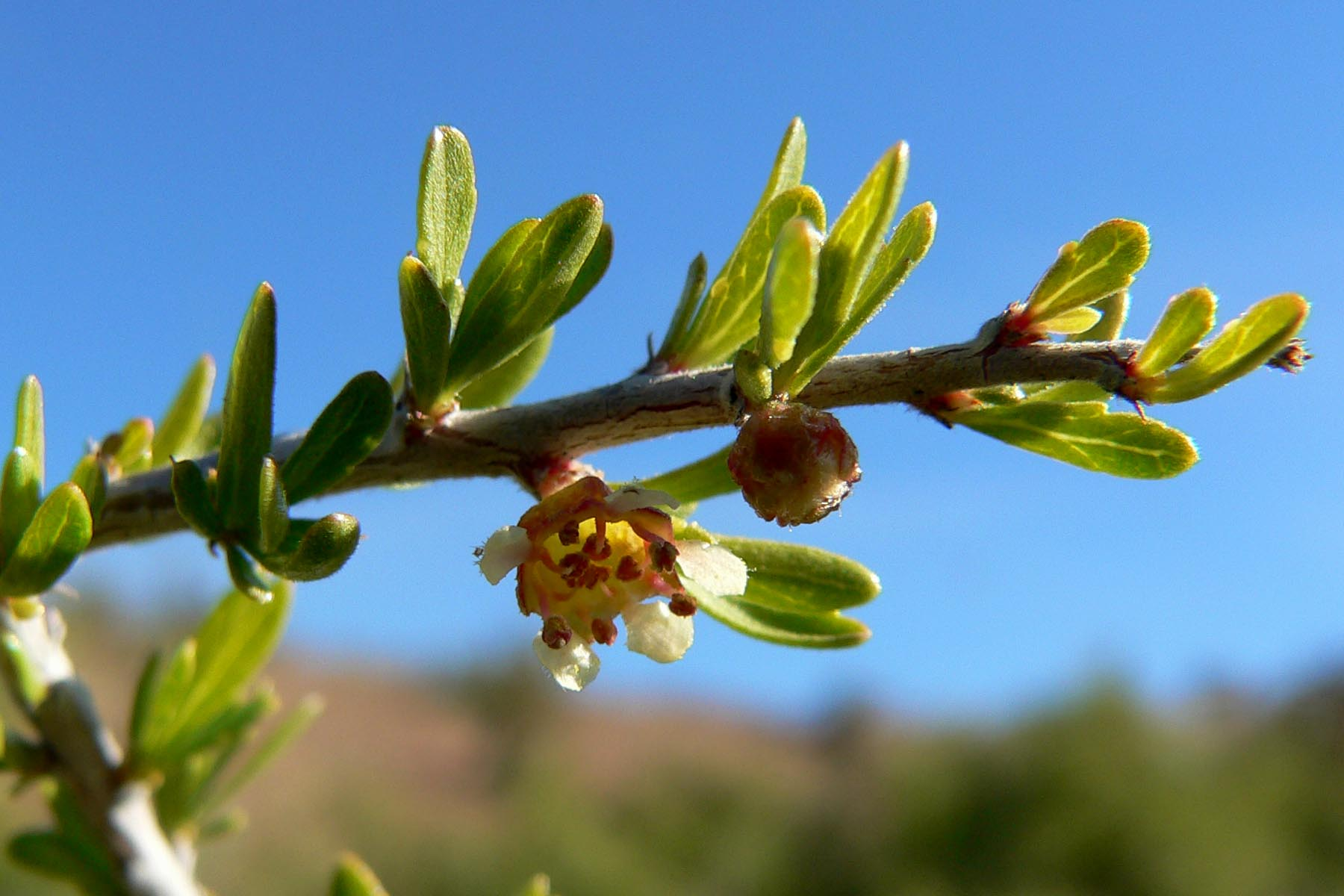
Flors

Prunus fasciculata és una espècie de planta de la família de les Rosàcies. És un arbust caduc o perenne natiu dels deserts d'Arizona, Califòrnia, Nevada i Utah. Prefereix terrenys rocosos o sorrencs fins a una altitud de 2200 msnm.
Arriba a mesurar fins a 2 m d'alçada, podent ser excepcionalment majors, amb gran ramificació i espinós. La seva escorça és de color gris i glabre.
Les fulles tenen 5-10 mm de longitud, lanceolades, linears amb pecíol curt. Les flors són petites de 3 mm de color blanc i creixen des de les fulles axil·lars. El fruit és una drupa d'un centímetre de longitud, ovoide, de color marró pàl·lid i pubescent.

## Taxonomia
Prunus fasciculata va ser descrita per Asa Gray i publicada a Proceedings of the American Academy of Arts and Sciences 10: 70, l'any 1874.

### Varietats
- Prunus fasciculata var. punctata Jeps.[8]

### Sinonímia
- Amygdalus fasciculata (Torr.) Greene
- Emplectocladus fasciculatus Torr.
- Prunus fasciculata var. fasciculata[8]